# Andrej Gagatko
Andrej Gagatko (24. srpna 1884 Andruškovce v Haliči, dnes v Polsku – 1944) byl československý politik rusínské národnosti a meziválečný poslanec Národního shromáždění za Československou stranou národně socialistickou, respektive za s ní sdruženou Karpatoruskou stranu práce malorolníků a bezzemků na Podkarpatské Rusi.

## Biografie
Vystudoval práva na Jagellonské univerzitě. Podle údajů k roku 1925 byl profesí advokátem v Užhorodu.
22. května 1919 byl členem stočlenné rusínské delegace, která v Praze jednala s prezidentem Masarykem a dalšími politiky o budoucnosti Podkarpatské Rusi.
V parlamentních volbách v roce 1920 se stal poslancem Národního shromáždění za národní socialisty, mandát ale nabyl až dodatečně po doplňovacích volbách na Podkarpatské Rusi, slib vykonal 8. 4. 1924. Byl hlavní postavou Karpatoruské strany práce malorolníků a bezzemků, která na celostátní úrovni s národními socialisty spolupracovala. Mandát obhájil v parlamentních volbách v roce 1925. V roce 1927 vystoupil z poslaneckého klubu národních socialistů a byl nezařazeným poslancem. Poslaneckého křesla se vzdal roku 1928. Jako náhradník pak za něj nastoupil Kiril Prokop.